# Departementen van El Salvador
El Salvador is onderverdeeld in veertien departementen (departementos). De departementen zijn verder verdeeld in gemeenten. Er zijn sinds 1900 geen wijzigingen geweest in de indeling zoals die hieronder staat vermeld.

## Overzicht departementen van El Salvador
| Nr.                   | Departement  | Hoofdstad            | Oppervlakte | Inwoners  |
| --------------------- | ------------ | -------------------- | ----------- | --------- |
| 1                     | Ahuachapán   | Ahuachapán           | 1.240 km²   | 359.418   |
| 2                     | Cabañas      | Sensuntepeque        | 1.104 km²   | 165.535   |
| 3                     | Chalatenango | Chalatenango         | 2.017 km²   | 203.115   |
| 4                     | Cuscatlán    | Cojutepeque          | 756 km²     | 262.963   |
| 5                     | La Libertad  | Santa Tecla          | 1.653 km²   | 794.359   |
| 6                     | La Paz       | Zacatecoluca         | 1.224 km²   | 358.267   |
| 7                     | La Unión     | La Unión             | 2.074 km²   | 265.567   |
| 8                     | Morazán      | San Francisco Gotera | 1.447 km²   | 201.374   |
| 9                     | San Miguel   | San Miguel           | 2.077 km²   | 494.610   |
| 10                    | San Salvador | San Salvador         | 886 km²     | 1.775.404 |
| 11                    | San Vicente  | San Vicente          | 1.184 km²   | 182.157   |
| 12                    | Santa Ana    | Santa Ana            | 2.023 km²   | 584.869   |
| 13                    | Sonsonate    | Sonsonate            | 1.226 km²   | 501.780   |
| 14                    | Usulután     | Usulután             | 2.130 km²   | 371.257   |
| Bron: inwoners (2016) |              |                      |             |           |

| Kaart                         |
| ----------------------------- |
| Departementen van El Salvador |
| Departementen van El Salvador |